# NGC 2463
NGC 2463 è una galassia ellittica situata nella costellazione della Lince, a una distanza di circa 403 milioni di anni luce dalla nostra Via Lattea.

## Scoperta
La galassia è stata scoperta il 10 febbraio 1831 dall'astronomo britannico John Herschel.

## Descrizione
Nella galassia sono presenti regioni di idrogeno ionizzato.